# Max Bolkart
Max Bolkart né le 29 juillet 1932 à Oberstdorf et mort dans la même ville le 26 avril 2025, est un sauteur à ski allemand.
Son principal fait d'armes est une victoire dans l'édition 1960 de la Tournée des quatre tremplins.

## Palmarès

### Jeux olympiques
| Épreuve / Édition | Cortina d'Ampezzo 1956 | Squaw Valley 1960 | Innsbruck 1964 |
| Petit Tremplin    |                        |                   | 37e            |
| Grand Tremplin    | 4e                     | 6e                |                |

### Tournée des quatre tremplins
- Vainqueur de l'édition 1960.